# 27711 Kirschvink
27711 Kirschvink è un asteroide della fascia principale. Scoperto nel 1988, presenta un'orbita caratterizzata da un semiasse maggiore pari a 2,2921342 UA e da un'eccentricità di 0,2348260, inclinata di 23,48462° rispetto all'eclittica.